# Отражение (психология)
Отражение — простейшая форма копирования кого-либо как способ общения с ним. В человеческом поведении обычно наблюдают виды отражения: перенимание позы, жестикулирование и выделение тоном голоса.
Такое копирование или мимика включает в себя: жестикулирование, перемещения, язык тела, напряжение мускулов, выражение лица, тон речи, движение глаз, дыхание, ритмика, акцент (речи), отношение (психологическое), подбор слов, метафоры - всё доступное при общении.
Отражение происходит само собой во время разговора. Так, слушатели часто улыбаются или хмурятся, когда с ними говорят. В спортивной аналогии это как если один человек бросает другому, а тот парирует в ответ.
Отражение — это что-то подобное танцу в общении. Если движения совпадают, как это в танце, то беседа проходит нормально. У людей отражение происходит естественно при помощи немого языка тела и разговорных слов.
При знакомстве людей если вы наблюдаете выражение некоторых эмоций или отражение их эмоций, то такие люди, как правило, более дружелюбны. Вы можете видеть такие взаимоотношения так же, как люди воспринимают свой собственный образ смотрясь в зеркало.
В рамках самоанализа суть отражения ссылается к обозначению: "все взаимоотношения характеризуются отношениями мать-ребёнок, включающими не только отражение значимости, но также и твёрдость, воспитанность, чувство сопереживания и уважение" (Kohut, 1977, стр. 146-147). Родительское отражение оказывает воздействие на развитие и поддержание самоуважения и уверенности в себе.

## Где встречается
Перекрёстное отражение — это когда движение одного человека совпадает с другим видом действия, звука или другого движения.
Прямое отражение и тесный контакт оказывают сильное воздействие. Такое используется между любовниками, людьми с близкими отношениями или заинтересованных друг в друге.
Отражение в виде перенимания позы собеседника - это когда левая сторона тела одного человека "повторяет" правую сторону другого человека, демонстрируя прочный раппорт и душевное родство или сопереживание. Увеличение вашей собственной синхронности с кем-то может сделать беседу более приятной.

## Обобщение
Зеркалирование также могут называть подстраиванием. Это уровень, к которому вы хотите привести поведение другого человека, вербально и невербально, увеличивая раппорт и используя все способы, которые ваше восприятие способно использовать.